# Nordiska Kulturfonden
Nordiska kulturfonden är ett nordiskt samarbetsorgan vars uppgift är att i vid bemärkelse främja kultursamarbete mellan de nordiska länderna. Nordiska kulturfondens verksamhet påbörjades 1967. 
Fondens uppgift är att främja det kulturella samarbetet mellan de nordiska länderna, Danmark, Finland, Island, Norge och Sverige samt de självstyrande områdena Färöarna, Grönland och Åland. Det gäller ett kulturellt samarbete såväl inom som utanför Norden.
Nordiska kulturfonden beviljar ungefär 29 miljoner danska kronor varje år. Administrationen förvaltas av Nordiska kulturfondens sekretariat (Nordiska kultursekrteriatet) i Köpenhamn.
Nordiska kulturfonden har under de senaste åren utvecklats till att aktivt delta i nätverk och som nätverksfacilitator med målet att utveckla kulturpolitiska frågor i Norden. Fonden erbjuder exempelvis arenor som ska synliggöra och förmedla kunskap om kultur och kulturpolitik genom egen kunskapsinhämtning och samarbete med relevanta aktörer. Nordiska kulturfonden identifierar teman som har relevans och aktualitet i en kulturpolitisk kontext och identifierar vilka aktörer som bör mötas för att diskutera och lyfta fram just dessa frågor. Nordiska kulturfonden deltar också i befintliga nätverk tillsammans med andra aktörer. 
Nordiska kulturfonden delar ut stöd på tre olika nivåer: det breda projektstödet med tre ansökningsdatum årligen, OPSTART med fortlöpande ansökningar och tematiska satsningar med särskilda kriterier och ansökningsdatum.